# Gärdsgölen (Oskars socken, Småland)
Gärdsgölen är en sjö i Nybro kommun i Småland och ingår i Hagbyåns huvudavrinningsområde.